# Luigi Rossi

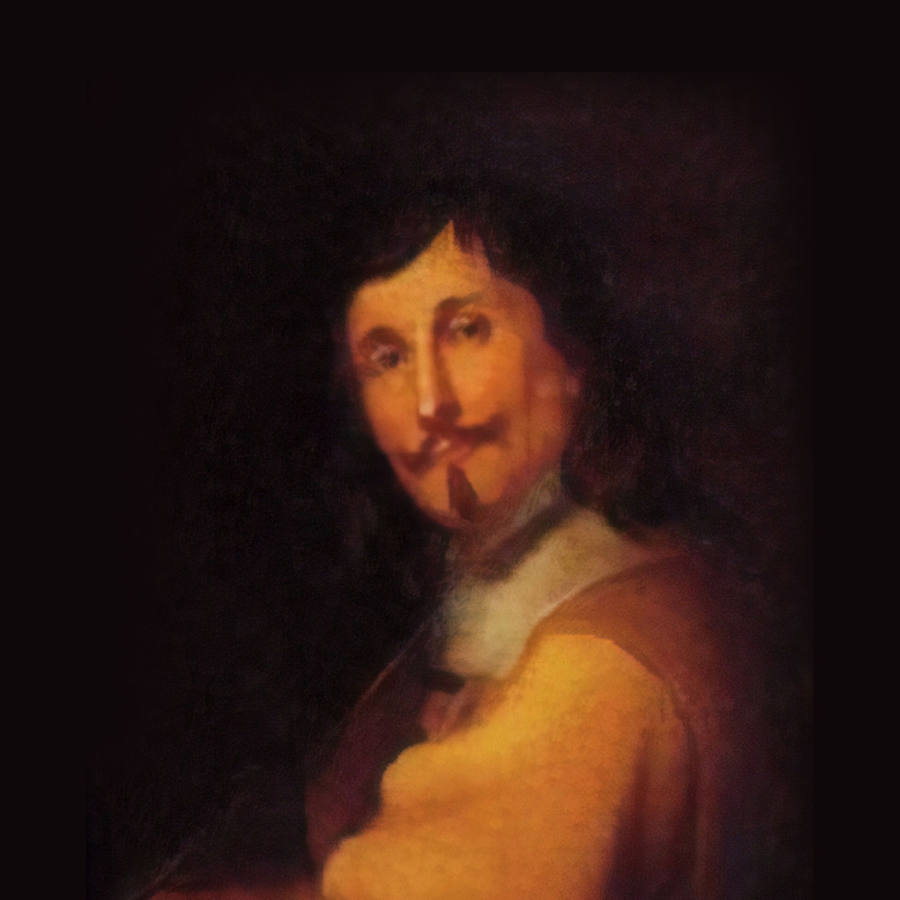
Luigi Rossi (1597-1653) compositor italiano da primeira ópera Orfeo (1647)

Luigi Rossi (Torremaggiore, c. 1597 - Roma, 19 de fevereiro de 1653) foi um compositor, músico e professor italiano do período do barroco, e que viveu em Itália e França. Introduziu o melodrama italiano na corte de França e aí fundou a cantata de câmara.
Luigi Rossi foi autor, entre outras obras, de 200 cantatas de câmara.